# Patrick Lemarié
Pour les articles homonymes, voir Lemarié (homonymie).
Patrick Lemarié, né le 6 février 1968 à Paris, est un pilote automobile français.

## Biographie
Champion de France de karting 1986, Lemarié débute en monoplace en étant finaliste du volant Elf 1987 avec Yvan Muller, tous les deux battus par Olivier Panis.
À partir de 1998, il devient pilote d'essai en Formule 1 pour le compte de l'écurie Tyrrell puis conserve ce rôle pendant trois ans une fois l'écurie devenue BAR. Cependant, il n'est jamais en lice pour être pilote titulaire au sein de cette équipe pour laquelle il fera environ 40 000 km d'essais. Son manager, Craig Pollock, lui trouve un baquet chez KV Racing en Champ Car en 2003. Il termine trois fois dans les points (deux 10e place et une 11e place) mais est remplacé après six courses par Bryan Herta. Ils sont quatre pilotes à se partager le volant lors de cette saison. 
Il participe également aux 24 Heures du Mans, aux championnats ALMS, ELMS (champion en 2001 avec Audi), Indy Lights, Toyota Atlantics et à deux saisons de Formule 3000 (1996, 2 points et 1997, 4 points).
Après son expérience américaine, il effectue des tests pour diverses structures avant d'abandonner la course.
En 2011, il effectue un premier retour à la compétition en participant au Trophée Andros sur une Skoda.
En 2019, il crée Feed Racing avec Jacques Villeneuve. Il s'agit de stages de pilotage à Magny-Cours sur Formule 4 pour sélectionner de futurs talents et les faire engager en championnat de Grande-Bretagne de Formule 4 au sein de l'écurie Carlin. Les premières sélections ont lieu en avril 2019.
En 2020, Patrick Lemarié annonce un nouveau retour sur les circuits au sein de sa structure Vict Feed Racing en Nascar Whelen Euro Series, partageant sa voiture avec l'espoir belge Simon Pilate et ayant Jacques Villeneuve en coéquipier.
En 2022, il détient le record du vainqueur le plus âgé en Nascar Whelen Euro Series, remportant la dernière course de la saison à 54 ans.

## Résultats aux 24 Heures du Mans
| Année | Voiture    | Équipe               | Équipiers                       | Résultat |
| ----- | ---------- | -------------------- | ------------------------------- | -------- |
| 2000  | Debora LMP | Didier Bonnet        | Jean-François Yvon / Yann Goudy | ABD.     |
| 2001  | Audi R8    | Johansson Motorsport | Stefan Johansson / Tom Coronel  | ABD.     |